# Fieldingida
Fieldingida é uma ordem de esponjas marinhas da classe Hexactinellida.

## Famílias
- Fieldingiidae Tabachnick e Janussen, 2004
- Uncinateridae Reiswig, 2002